# Carrickalinga
Carrickalinga is een kustplaats in de Australische deelstaat Zuid-Australië. Er zijn geen winkels in de plaats.